# R Водолея
Среди сотни известных переменных звёзд в созвездии Водолея, одной из самых интересных и известных является первая обнаруженная в созвездии переменная — R Водолея. Её переменность впервые была обнаружена в начале XIX века Карлом Людвигом Хардингом (1765—1834). Хардинг, сотрудник обсерватории Иоганна Шрётера в Лилиентале, (Германия), изначально искал «пропавшую» планету между Марсом и Юпитером в рамках проекта «Небесная полиция». Хотя неуловимая планета не была найдена, Хардинг всё же открыл третий астероид, Юнону в 1809 году. В дополнение к нахождению малой планеты, наблюдения Хардинга привели к открытию 4 переменных звёзд, и все они были миридами: R Девы в 1809 году, R Водолея в 1810 году, R Змеи в 1826 году, и S Змеи в 1828 году.

## Симбиотическая переменная

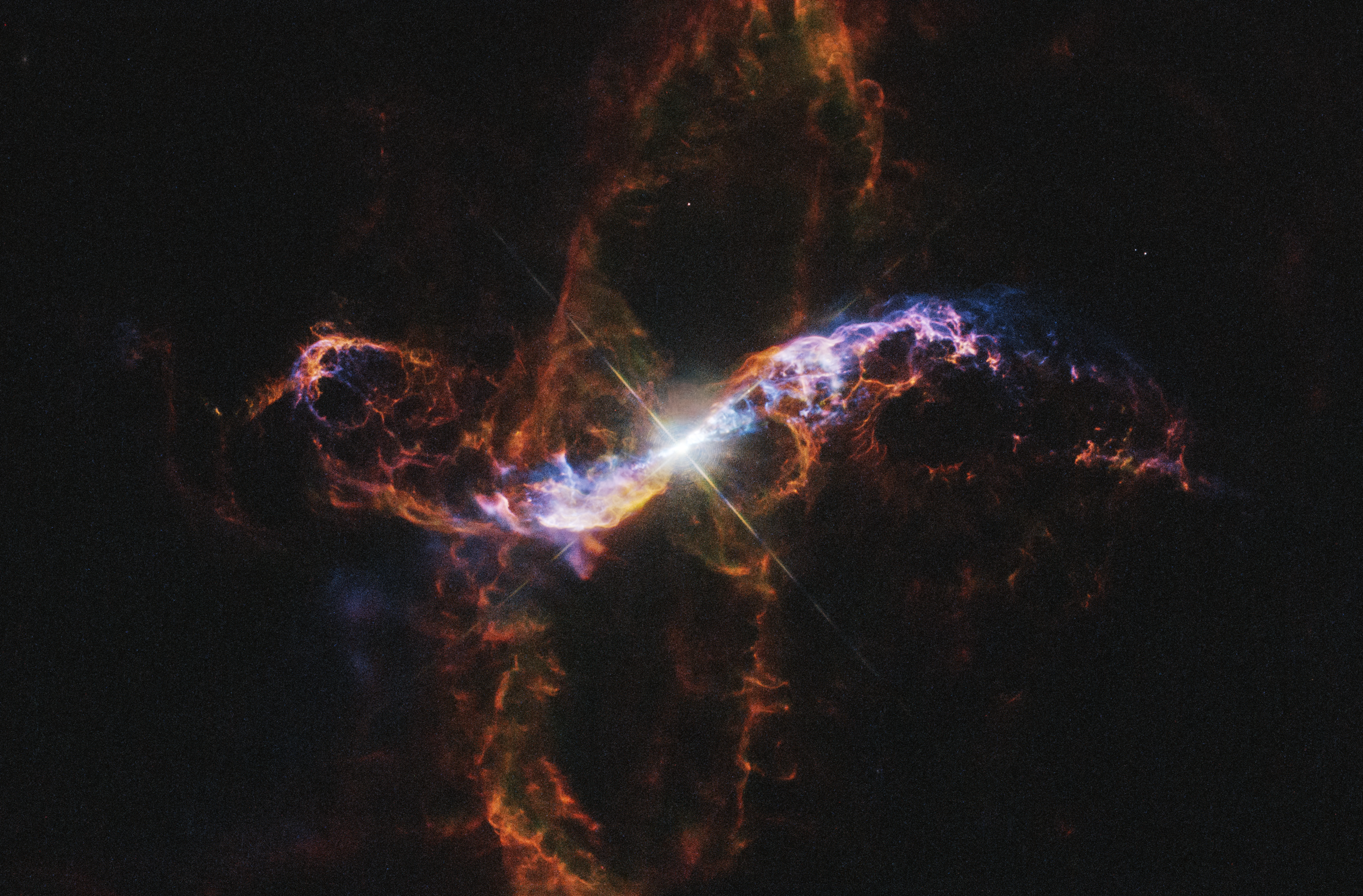
R Водолея, фотография телескопа «Хаббл».

R Водолея классифицируется как симбиотическая переменная и находится на расстоянии около 650 световых лет, являясь ближайшей к Земле звездой подобного типа. Название симбиотические происходит от биологического термина «симбиоз», когда два различных типа организмов сосуществуют к взаимной выгоде. В астрономическом смысле, симбиотическая система состоит из двух очень разных типов звёзд: холодного красного гиганта и малой горячей звезды, обычно белого карлика. Спектры симбиотических звёзд показывает, что существуют три области, которые испускают излучение. Первые две — звёздные компоненты, а третья — туманность, охватывающая звёздную пару. Красный гигант раздут настолько, что его внешняя атмосфера просто утекает в пространство, уносимая мощным звёздным ветром. Красный гигант выбрасывает в окружающую среду большое количество водорода, равное по массе Земле. Газовая оболочка полностью заполняет полость Роша и через точку Лагранжа начинает перетекать на белый карлик. Белый карлик перехватывает и захватывает часть этого газа, который накапливается на его поверхности. По мере того как газ накапливается в течение десятилетий и столетий, плотность и температура его становится настолько высоки, что появляется возможность превращения его в гелий. Этот процесс, в свою очередь, вызывает взрыв накопленного газа. При этом сам белый карлик остаётся без изменений.

## История изучения
R Водолея изначально считалась «обычной» долгопериодичной переменной, но в октябре 1919 года, спектрограмма звезды, полученная в обсерватории Маунт-Вильсон показала несколько линий излучения характерных для горячих газообразных туманностей, в дополнение к спектру M7e звезды. Туманность, окружающая звезды, также известная как Cederblad 211, была замечена в 1921 году на фотографических пластинках, в обсерватории Лоуэлла Карлом Лампландом (en:Carl Otto Lampland). В 1922 году был обнаружен более сложный спектр, в котором были выделены три очень разные спектра: один от звезды спектрального класса M7e, второй от туманности и третий от белого карлика спектрального класса O или B.
В 1939 году Эдвин Хаббл, изучая архив фотопластинок, обнаружил расширение туманности, а затем Вальтер Бааде подтвердил вывод Хаббла. Туманность R Водолея, по сути, состоит из двух отдельных областей: внешний оболочки размером около 2 угловых минут, а внутренний размером примерно в 1 угловую минуту. Предполагая, что скорость расширения постоянна, была высказана гипотеза, что компоненты туманности были сформированы 640 и 185 лет назад, соответственно, и они могут быть результатом вспышки новой. Масштабы события необычайны даже по астрономическим меркам: выброс был произведён на расстояние не менее 400 миллиардов километров — или в 2 500 раз больше расстояния между Солнцем и Землёй — от центрального ядра. Согласно Тому Полакису (Tom Polakis), вполне возможно, что туманность является остатком взрыва новоподобной звезды, который, возможно, наблюдали японские астрономы в 930 году нашей эры. Кроме того, в туманности были замечены уплотнения, некоторые из которых растут, уменьшаются, перемещаются, и исчезают, так как туманность постоянно меняется и расширяется. Ещё один компонент системы R Водолея был открыт в 1970 году, когда астрономы нашли струи газа истекающего в противоположных направлениях.

## Кривая блеска
Кривая блеска R Водолея весьма своеобразна. На первый взгляд, явно доминирует кривая блеска мириды с её 387-дневным периодом и амплитудой более 4 звёздных величин. Более тщательное изучение показывает, эпизодическое снижение амплитуды яркости. Такое эпизоды были между 1928 и 1934 гг. и между 1974 и 1983 гг. Кроме того, между 1964 и 1973, минимумы были значительно ярче, и в нескольких циклах образовался локальный максимум, похожий на горб на кривой блеска.
Отклонения от нормальной кривой блеска мириды считается результатом движения белого карлика. Хотя характер поведения минимума яркости в 1974—1983 гг. отличается от характера поведения минимума яркости в 1928—1934, максимальная яркость была меньше более чем на 2 величины в обоих случаях. По теории предложенной Вильсоном (Willson), Гарнавичем (Garnavich) и Маттеи (Mattei) в 1981 году предполагается, что белый карлик и аккреционный диск вокруг главной звезды окружены большим, тёмным облаком, которое, в свою очередь, не является полностью непрозрачным. Карлик, диск, и облако движутся по 44-летней орбите вокруг центра масс системы. Считается, что в 1928 и 1978: облако затмило главную звезду. Продолжительность затмения составляет около 8 лет. После последнего затмения, прошедшего между 1974 и 1983 годами следующее затмение, ожидается в 2018 году и закончится в 2026 году. Другая теория была выдвинута Миколаевской (Mikolajewska) и Кенионом (Kenyon) в 1992 году и предполагает, что интервал связан со вспышкой гелиевой оболочки происходящий глубоко внутри главной звезды над её вырожденным ядром.

## Наблюдения

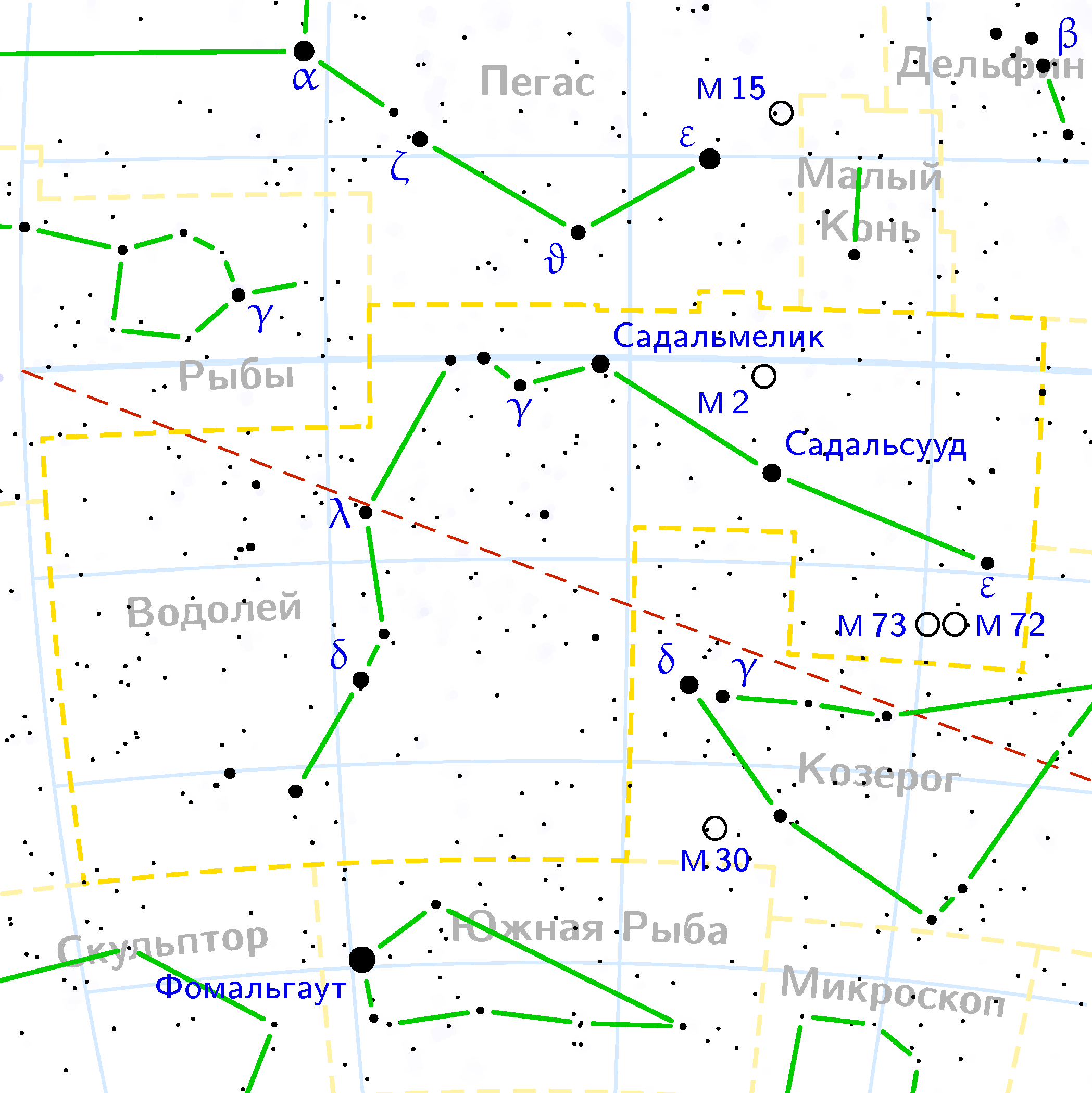
Положение R Водолея на карте созвездия

Имея склонение −15°, R Водолея является хорошим объектом для исследования многими северными, южными и всеми экваториальными наблюдателями. Её звёздная величина изменяется от 5,8m до 11,5m. Период изменения её блеска в среднем 386,92 дня, но в нём отмечается много нерегулярностей, которые до сих пор ещё хорошо не изучены. Кроме того, эта звезда является отличным кандидатом для тех, кто заинтересован в спектроскопических, фотометрических, фотографических и визуальных исследованиях.